# Khu huy Hồng Kông
Khu huy Hồng Kông là huy chương đại diện cho Hồng Kông. Khu huy có hình tròn, giữa có nền đỏ, bông dương tử kinh và được bao bởi những văn tự được ghi lên vòng trắng. Huy hiệu hiện tại bắt đầu được sử dụng từ ngày 1 tháng 7 năm 1997, sau lễ bàn giao đánh dấu chuyển giao chủ quyền Hồng Kông cho Trung Quốc, thay thế cho thuẫn huy Hồng Kông và huy chương Hồng Kông thời thuộc địa. Thiết kế này được phê chuẩn ngày 4 tháng 4 năm 1990 bởi Quốc hội Trung Quốc khóa 7, sau được Ủy ban trù bị Hồng Kông thông qua vào ngày 10 tháng 8 năm 1996.

## Thiết kế
Khu huy có hình tròn, có một viền màu đỏ, văn tự nằm tại vòng ngoài, vòng trong có nền đỏ và một hoa dương tử kinh động. Hoa dương tử kinh nằm tại trung tâm của khu huy, do 5 cánh hoa tổ thành, trong mỗi cánh hoa đều có một sao năm cánh và một sợi nhị hoa đều có màu đỏ. Các cánh hoa xếp quanh điểm trung tâm của khu huy theo chiều kim đồng hồ, điểm trung tâm của hoa nằm tại điểm trung tâm của khu huy. Văn tự màu đỏ nằm giữa viền đỏ bên ngoài và hình đỏ bên trong, nằm trên nền trắng. Ở phần trên của vòng ngoài xếp đều dòng chữ "中華人民共和國香港特別行政區" theo Trung văn phồn thể dạng tiêu chuẩn khu huy. Ở phần dưới của vòng ngoài xếp đều dòng chữ tiếng Anh "HONG KONG" dạng tiêu chuẩn khu huy. Các mẫu chữ hướng đến điểm trung tâm của khu huy. Giữa dòng chữ tiếng Trung và tiếng Anh là hai sao năm cánh màu đỏ chia đều cho hai bên. Mỗi sao này có một trong các cánh có đỉnh hướng đến điểm trung tâm của khu huy. Dòng chữ tiếng Trung, tiếng Anh và hai sao được phân bố đối xứng theo tuyến trục giữa của khu huy.
Sắc độ của màu đỏ trong khu huy lấy tiêu chuẩn theo sắc độ màu đỏ trong quốc huy Trung Quốc.
Khu huy có ba kích cỡ tiêu chuẩn theo đường kính là 100 cm, 80 cm, 60 cm, nếu một khu huy có kích cỡ khác với tiêu chuẩn do nhu cầu đặc thù, nó phải tuân theo kích cỡ tiêu chuẩn để phóng to hay thu nhỏ.
Chiều rộng của viền ngoài bằng 1/100 đường kính của khu huy. Chiều rộng của vòng ngoài có văn tự bằng 1/10 đường kính của khu huy. Đường kính vòng ngoại tiếp của hoa dương tử kinh bằng 6/10 đường kính của khu huy. Góc của khu vực Trung văn là 220°, chiều cao chữ Hán bằng 7/10 chiều rộng của vòng ngoài có văn tự. Góc của khu vực Anh văn là 80°, chiều cao chữ cái tiếng Anh bằng 6/10 chiều rộng của vòng ngoài có văn tự. Góc của mỗi khu vực sao năm cánh trong vòng ngoài có văn tự là 30°, đường kính vòng tròn ngoại tiếp của mỗi sao này bằng đường kính đường tròn ngoại tiếp của sao trong hoa dương tử kinh.

## Lịch sử

### Huy hiệu thuộc địa
Huy hiệu thuộc địa đã được áp dụng từ năm 1843 qua nhiều phiên bản cho đến khi được thay thế vào năm 1959. Tiền cảnh bên trái có ba thương nhân với những kiện hàng bên một cầu cảng. Phía sau có thuyền buồm và thuyền mành đang di chuyển trên mặt nước, xa hơn nữa là những ngọn đồi hình nón. Phía trên cùng là Hoàng gia huy Vương quốc Liên hiệp Anh và Bắc Ireland.

### Khu huy hiện tại
Trước khi diễn ra chuyển giao chủ quyền đối với Hồng Kông, từ ngày 20 tháng 5 năm 1987 đến ngày 31 tháng 3 năm 1988, một cuộc thi được tổ chức nhằm giúp chọn ra khu kỳ và khu huy cho Hồng Kông hậu thuộc địa, tổng cộng nhận được 7.147 bản thảo thiết kế từ Trung Quốc đại lục và Hồng Kông, trong đó 2.658 bản thảo thiết kế khu huy. Một số thiết kế bị từ chối bởi chúng có những tư liệu có bản quyền, ví dụ như huy hiệu của Cục Thị chính, Tiết Nghệ thuật Hồng Kông và Cục Phát triển Du lịch Hồng Kông. Ủy ban bình chọn lựa chọn sáu thiết kế khu huy từ vòng sơ tuyển, song đều bị phía Trung Quốc loại. Hà Thao và hai người khác được phía Trung Quốc mời đưa ra đề xuất mới. Hà Thao đem đến một đóa hoa dương tử kinh, cùng các ủy viên ngắm hình thái của hoa, mọi người nhận định đây có thể là một phương hướng thiết kế khả thi. Phương án của Hà Thao lấy màu đỏ làm chủ, bên trong hoa dương tử kinh sinh động có sao năm cánh nhỏ. Thiết kế này được thông qua ngày 4 tháng 4 năm 1990 trong hội nghị thứ ba của Đại hội đại biểu Nhân dân toàn quốc khóa 7. và được hội nghị toàn thể lần thứ tư của Ủy ban trù bị Khu hành chính đặc biệt Hồng Kông thông qua vào ngày 10 tháng 8 năm 1996.

## Điều lệ
Khu kỳ Hồng Kông được trưng tại các địa điểm: Dinh thự chính thức của Trưởng quan hành chính, Hội nghị Hành chính, Tổ hợp cơ quan chính phủ trung ương khu, hội Lập pháp, cục Thị chính, cục Thị chính khu vực, pháp viện các cấp, các văn phòng kinh tế mậu dịch của Hồng Kông tại hải ngoại, cơ quan chính vụ các khu, các trạm quản chế và kiểm tra biên cảnh, sân bay quốc tế Hồng Kông. Không được sử dụng khu huy Hồng Kông hoặc thiết kế của khu huy để làm nhãn hiệu hoặc quảng cáo, trừ khi được trưởng cơ quan hành chính phê chuẩn từ trước.
Điều lệ khu kỳ và khu huy quy định rằng khu huy Hồng Kông cần phải được chế tạo đúng quy cách theo thông số đặt ra trong điều lệ. Nếu có ai không chế tạo khu huy đúng quy định theo điều lệ, Ty trưởng luật chính ty có thể thỉnh cầu pháp viện khu vực ra một lệnh cấm chế, cấm chỉ chế tạo khu huy không hợp quy; có thể thỉnh cầu mệnh lệnh của pháp viện khu vực, tịch thu hết các khu huy và các tư liệu sử dụng để chế tạo số khu huy đó. Nếu ai công khai và cố ý dùng các phương thức như đốt cháy, cắt, vạch bậy, bôi bẩn, giẫm lên để làm nhục khu huy, người đó sẽ bị xem là phạm tội, với khung hình phạt cao nhất là 3 năm tù giam.